# Liste frühmittelalterlicher Schulgründungen in West- und Zentraleuropa
Hier sollen nur noch immer bestehende Schulen, auch nach einigen Unterbrechungen, aufgenommen werden. Damit fallen die bedeutenden französischen (Paris, Laon, Chartres, Orléans) und viele deutsche sowie niederländische Domschulen (Köln, Lüttich, Utrecht) weg, aus denen oft auch Universitäten wurden. Die erste tschechische Schule war wohl eine Adelsschule auf der Burg Budeč u Zákolan im 10. Jahrhundert noch vor der Prager Domschule (nach 973). Auch die sehr frühen irischen Klosterschulen aus dem 6. Jahrhundert wie in Armagh und Bangor Abbey oder die Missionsgründungen in Lindesfarne fehlen, weil sie wieder untergingen.

## 6. bis 8. Jahrhundert
- The King’s School, Canterbury, England (597), Name verliehen nach der englischen Reformation
- The King’s School, Rochester, England (604)
- St Peter’s School, York, England (627), bekannt durch Alkuin
- Thetford Grammar School, Thetford, England (unbelegte Gründung durch König Sigebert von East Anglia 631, dann 1114 durch Bischof Herbert Losinga)[1]
- Royal Grammar School Worcester, England (685, wieder belegt 1291 als Grammar School), gegründet durch Bischof Bosel[2]
- Beverley Grammar School, England (700), gegründet von Bischof John von Beverley, älteste staatliche Schule in England[3]
- Flade (Schule), St. Gallen, Schweiz (Ende 7. Jahrhundert), gegründet von Othmar von St. Gallen
- Sherborne School, England (705 gegründet von Aldhelm von Sherborne)
- Willibald-Gymnasium, Eichstätt, Deutschland (ca. 740), gegründet von Willibald
- Dom-Gymnasium Freising (ca. 740), gegründet mit dem Bistum Freising
- Domgymnasium Fulda, Deutschland (748), gegründet von Sturmi
- Domschule Passau, Deutschland (nach 739), gegründet mit dem Bistum Passau
- Gymnasium Paulinum, Münster, Deutschland (797), gegründet von Karl dem Großen
- Gymnasium Theodorianum, Paderborn, Deutschland (799), gegründet von Karl dem Großen
- Gymnasium Essen-Werden, Deutschland (799), gegründet von Liudger

## 9. und 10. Jahrhundert
- Gymnasium Carolinum, Osnabrück, Deutschland (804), gegründet von Karl dem Großen
- Domschule Hildesheim, Hildesheim, Deutschland (ca. 815), gegründet von Ludwig dem Frommen
- Stiftsgymnasium Xanten, Xanten, Deutschland (9. Jahrhundert)
- Wells Cathedral School, England (ca. 909), gegründet durch König Eduard den Älteren[4]
- Warwick School, England (914), definitiv gegründet um 1050 durch König Eduard den Bekenner[5]
- St Albans School, England (948), gegründet durch Abt Wulsin von St Alban Abbey[6]
- Burggymnasium Essen, Deutschland (952), gegründet als Damenstiftsschule
- The Minster School, Southwell, England (ca. 956), gegründet durch König Eadwig und den Erzbischof von York Oskytel[7]
- The King’s School, Ely, England (970), gegründet als Chorschule der Kathedrale von Ely[8]
- Domschule Regensburg, Deutschland (975), gegründet durch Bischof Wolfgang von Regensburg
- Klosterschule Einsiedeln, Schweiz (vor 990)
- Benediktiner-Gymnasium Pannonhalma, Ungarn (996), gegründet von Großfürst Géza von Ungarn[9]

## 11. und 12. Jahrhundert
- Domschule Verden, Deutschland (Lateinschule, umstritten 1002)
- Roskilde Katedralskole, Dänemark (ca. 1020)
- Menntaskólinn í Reykjavík, Skálholt, Island (1056)
- Viborg Katedralskole, Dänemark (ca. 1060)
- Katedralskolan, Lund, Dänemark/Schweden (1085)
- Salisbury Cathedral School, England (1091)
- Norwich School, England (1096)
- Abingdon School, England (unsichere Gründung um 1100 durch die Abingdon Abbey, belegt 1256, neu gegründet 1563)
- St Paul’s Cathedral School, London, England (1123)
- High School of Glasgow, Schottland (vor 1124)
- Reading School, England (1125)
- Royal High School, Edinburgh, Schottland (1128)
- Stirling High School, Schottland (1129)
- Stiftsgymnasium Melk, Österreich (vor 1140)
- Bristol Cathedral School, England (1140)
- Ribe Katedralskole, Dänemark (1145)
- Domschule Trondheim, Norwegen (ca. 1152)
- Bergen Katedralskole, Norwegen (1153)
- Oslo katedralskole, Norwegen (1153), gegründet von Kardinal Nicholas Breakspear
- Derby School, England (1160)
- La Providence Saint-Malo, Frankreich (1161)[10]
- Westminster School, England (1179)
- Liceum Małachowianka, Płock, Polen (1180)
- Lanark Grammar School, Schottland (1183)
- Aarhus Katedralskole, Dänemark (1195)

## 13. Jahrhundert (Auswahl)
- 1. Staatsgymnasium Riga, Lettland (1211), als erste baltische Schule gegründet durch Bischof Albert von Buxthoeven
- Johan de Witt-Gymnasium, Dordrecht, Niederlande (1253)[11]
- Domschule in Turku, Finnland (nach 1276)
- Ruthin School, Denbighshire, Wales (1284), gegründet durch Reginald Grey, 1. Baron Grey of Wilton
- Katedralskolan, Uppsala, Schweden (nach 1289)
- Stedelijk Gymnasium Leiden, Niederlande (vermutlich vor 1300)

## Siehe
Liste der ältesten Schulen im deutschen Sprachraum

## Einzelbelege
1. ↑  School History. Thetford Grammar School, abgerufen am 23. Januar 2022.
2. ↑  History (RGSW). In: RGSW. Abgerufen am 23. Januar 2022.
3. ↑  Beverley town council website
4. ↑  Our School | Ethos, Info & Policies | Wells Cathedral School. Abgerufen am 23. Januar 2022.
5. ↑  https://www.warwickschool.org/page/?title=School+History&pid=22
6. ↑  One of the Best Independent Schools in the UK: St Albans School. In: St. Albans School: Independent School, Herts. Abgerufen am 23. Januar 2022.
7. ↑  https://www.minster.notts.sch.uk/page/?title=Vision+and+Values&pid=23
8. ↑  King's Ely. Abgerufen am 23. Januar 2022.
9. ↑  Otto von Habsburgs Nachlass geht nach Ungarn. Abgerufen am 23. Januar 2022.
10. ↑  Un peu d’histoire – Lycée Institution Saint Malo La Providence. Abgerufen am 23. Januar 2022 (französisch).
11. ↑  Johan de Witt Gymnasium. Abgerufen am 23. Januar 2022.